# BBK/BRNK
BBK/BRNK (ブブキ・ブランキ?), también conocida como Bubuki/Buranki, es una serie de televisión de anime japonesa creada por Sanzigen para celebrar su décimo aniversario. La serie se emitió desde enero de 2016 hasta marzo de 2016.

## Sinopsis
Azuma Kazuki es un joven que vive con su familia en Treasure Island (宝島), una isla flotante a varios miles de pies sobre la Tierra que está habitada por robots gigantes llamados Buranki (ブランキ), todos los cuales están "durmiendo". Sin embargo, varios Buranki están comenzando a despertar, lo que obliga a Migiwa Kazuki, su madre, a enviar a Azuma, su hermana gemela Kaoruko y su padre a la Tierra en un Buranki llamado Oubu por seguridad, dejándola atrás.
Diez años más tarde, Azuma, que regresa a un Shinjuku posapocalíptico, es capturado por las autoridades, pero fue salvado por su amigo de la infancia Kogane Asabuki, un usuario de un arma inteligente conocida como Bubuki (ブブキ), que también forma las extremidades de un Buranki. Al descubrir que él mismo es un usuario de Bubuki con el Corazón de Oubu, Azuma y Kogane se unen con otros tres usuarios de Bubuki: Hiiragi Nono, Kinoa Ōgi y Shizuru Taneomi, para trabajar juntos para buscar y revivir al Oubu perdido y descubrir las verdades ocultas. detrás de los Buranki y la tiranía de la misteriosa Reoko Banryū sobre el Japón posapocalíptico con su propio Buranki: Entei.

## Personajes

### Oubu
Oubu (王舞, Ōbu) es un poderoso Buranki que alguna vez fue propiedad de Migiwa Kazuki. Cuando el Buranki en Treasure Island comenzó a despertar diez años antes de la serie, envió a su esposo y a sus dos hijos a la Tierra con él, aterrizando forzosamente en las costas de Japón y causando mucha destrucción a su paso. En algún momento, sus extremidades se convirtieron en Bubukis y se devolvieron a sus dueños, y todo lo que queda es su cáscara esquelética almacenada en una cárcel subterránea de Buranki.
Azuma Kazuki (一希 東 Kazuki Azuma?)
 Seiyū: Yūsuke Kobayashi (actor de voz),  Seiyū: Yuka Terasaki (niño)
Kogane Asabuki (朝吹 黄金 Asabuki Kogane?)
 Seiyū: Ari Ozawa
Hiiragi Nono (野々 柊 Nono Hiiragi?)
 Seiyū: Sōma Saitō
Kinoa Ōgi (扇 木乃亜 Ōgi Kinoa?)
 Seiyū: Shizuka Ishigami
Shizuru Taneomi (種臣 静流 Taneomi Shizuru?)
 Seiyū: Mikako Komatsu

### Entei
Entei (炎帝) es un Buranki propiedad de Reoko Banryū, que rivaliza con Oubu en términos de poder. 24 años antes de la serie, una batalla entre los dos Buranki terminó con las extremidades de Entei desgarradas y destruidas permanentemente, mientras que Reoko misteriosamente ganó la inmortalidad como resultado del conflicto.
Reoko Banryū (万流 礼央子 Banryū Reoko?)
 Seiyū: Megumi Han
Shūsaku Matobai (的場井 周作 Matobai Shūsaku?)
 Seiyū: Kenjiro Tsuda
Zetsubi Hazama (間 絶美 Hazama Zetsubi?)
 Seiyū: Yōko Hikasa
Sōya Arabashiri (新走 宗也 Arabashiri Sōya?)
 Seiyū: Subaru Kimura
Akihito Tsuwabuki (石蕗 秋人 Tsuwabuki Akihito?)
 Seiyū: Kazuyuki Okitsu

### Estados Unidos
Un equipo de usuarios de Bubuki de Estados Unidos, que representan a su Buranki Megalara (メガララ, Megarara). Debido a que su Buranki quedó inutilizable como resultado de que Migiwa liberó una onda de energía que desactiva todos los Corazones Buranki en la Tierra, un misterioso benefactor los envió a Japón para luchar contra los equipos de Oubu y Entei por sus Corazones en funcionamiento. Sus Bubuki llevan el nombre de directores de cine.
Epizo Evans (エピゾ・エヴァンズ Epizo Evansu?)
 Seiyū: Yoshimasa Hosoya
Luis Garcia (リュイス・ガルシア Ryuisu Garushia?)
 Seiyū: Ryūichi Kijima
Farrah Umlauf (ファラー・ウムラウフ Farā Umuraufu?)
 Seiyū: Ikumi Hayama
Waglula Hara (ワグルラ・ハラ Wagurura Hara?)
 Seiyū: Daiki Yamashita
Domina Dorsey (ドミナ・ドーシ Domina Dōshi?)
 Seiyū: Azumi Waki

### Rusia
Los últimos de un clan de asesinos, los usuarios de Bubuki de Rusia representan su Buranki Zanpaza (ザンパザ). Sin embargo, al igual que el equipo de Estados Unidos, Migiwa desactivó su Corazón y, por lo tanto, el mismo misterioso benefactor los envía a Japón para recuperar los Corazones en funcionamiento de los equipos de Oubu y Entei, aunque utilizando métodos más rudos y violentos para lograr su objetivo.
Maxim Arsenyevich Balakirev (マクシム・アルセー二エヴィチ・バラキレフ Makushimu Arusēnievichi Barakirefu?)
 Seiyū: Kengo Kawanishi
Lyudmila Arsenyevna Balakireva (リュドミラ・アルセー二エヴナ・バラキレヴァ Ryudomira Arusēnievuna Barakireva?)
 Seiyū: Azumi Asakura
Diana Arsenyevna Balakireva (ジアーナ・アルセー二エヴナ・バラキレヴァ Jiāna Arusēnievuna Barakireva?)
 Seiyū: Yū Kobayashi
Ignat Bosporus (イグナート・ボスボロス Igunāto Bosuborosu?)
 Seiyū: Makoto Furukawa
Dersu Nizhny (デルス・ニジニ Derusu Nijini?)
 Seiyū: Seiichirō Yamashita

## Producción y lanzamiento
El proyecto se anunció oficialmente el 10 de noviembre de 2015 en la revista Newtype de Kadokawa Shoten. La serie de televisión, producida por Sanzigen y dirigida por Daizen Komatsuda, se emitió del 9 de enero al 26 de marzo de 2016. El tema de apertura es "Beat your Heart" de Konomi Suzuki y el tema final es "Anger/Anger" de MYTH & ROID. La serie fue transmitida en Crunchyroll.
Una segunda temporada anunciada al final del episodio final de la primera temporada, subtitulada The Gentle Giants of the Galaxy (星の巨人, Hoshi no Kyojin) se emitió de octubre de 2016 a diciembre de 2016. El tema de apertura es "Reirō taru Junketsu wa 'Kōen' no Kairai o Hayarase, Gyōten ni Kirameku Akashi o Kizamu" de Megumi Han, y el tema final es "so beautiful ;- )" de Mikako Komatsu.